# روس هارت (مصارع محترف)
روس هارت (بالإنجليزية: Ross Hart)‏ هو مصارع محترف أمريكي وكندي، ولد في 3 يناير 1960 في كالغاري في كندا.

## وصلات خارجية
- روس هارت على موقع WrestlingData.com (الإنجليزية)
- روس هارت على موقع CageMatch worker (الإنجليزية)
- روس هارت على موقع قاعدة بيانات المصارعة على الإنترنت (الإنجليزية)
- روس هارت على موقع عالم المصارعة على الإنترنت (الإنجليزية)
- روس هارت على موقع عالم المصارعة على الإنترنت (الإنجليزية)
- روس هارت على موقع IMDb (الإنجليزية)